# أندرو كروفورد (رجل أعمال)
أندرو كروفورد (بالإنجليزية: Andrew Crawford)‏ هو شخصية أعمال أيرلندي، ولد في 27 يوليو 1971.

## وصلات خارجية
- الموقع الرسمي